# Apodemus latronum
Apodemus latronum är en däggdjursart som beskrevs av Thomas 1911. Apodemus latronum ingår i släktet skogsmöss och familjen råttdjur. Internationella naturvårdsunionen kategoriserar arten globalt som livskraftig. Inga underarter finns listade.
Denna skogsmus förekommer i centrala och södra Kina samt i angränsande regioner av nordöstra Indien och Myanmar. Arten vistas vanligen i bergstrakter mellan 2700 och 4000 meter över havet. Habitatet utgörs av bergsskogar och bergsängar. Individerna är aktiva på natten och uppsöker ibland urbaniserade områden.
Arten blir 9,2 till 10,7 cm lång (huvud och bål) och har en 10 till 12 cm lång svans. Bakfötterna är 2,5 till 2,7 cm lång och öronen är 1,8 till 2,1 cm stora. Djuret har mörkbrun päls på ryggens topp och rödbrun päls på bålens sidor. Det förekommer en tydlig gräns mot den ljusgråa till vita undersidan. Den brunaktiga svansen har likaså en mörkare ovansida jämförd med undersidan. Öronen är hos Apodemus latronum ännu mörkare brun än angränsande kroppsdelar. I motsats till andra skogsmöss som lever i Kina har honor bara tre par spenar.